# سومیت ناگال
سومیت ناگال (انگلیسی: Sumit Nagal؛ زادهٔ ۱۶ اوت ۱۹۹۷) تنیس‌باز اهل هند است.
وی در مسابقات کشوری و بین‌المللی در مجموع برندهٔ ۱ مدال طلا شده است.